# Фридрихрода
Фридрихрода (њем. Friedrichroda) град је у њемачкој савезној држави Тирингија. Једно је од 57 општинских средишта округа Гота. Према процјени из 2010. у граду је живјело 7.546 становника. Посједује регионалну шифру (AGS) 16067019.

## Географски и демографски подаци
Фридрихрода се налази у савезној држави Тирингија у округу Гота. Град се налази на надморској висини од 430 метара. Површина општине износи 36,9 km². У самом граду је, према процјени из 2010. године, живјело 7.546 становника. Просјечна густина становништва износи 204 становника/km².

## Међународна сарадња
| Мјесто         | Држава    | Врста сарадње | Од    |
| -------------- | --------- | ------------- | ----- |
| Нувион сир Мез | Француска | партнерство   | 1990. |
| Извор          |           |               |       |